# فاشون (أغنية ديفيد بوي)
"Fashion" هي أغنية للمغني الإنجليزي ديفيد بوي، صدرت في ألبومه 1980 Scary Monsters (And Super Creeps). تم إصدارها باعتباره الأغنية الثانية من الألبوم وكانت مصحوبةً، مثل سلفها «Ashes to Ashes»، بفيديو موسيقي حظى بتقدير كبير.
تم تصنيفها كأفضل أغنية فردية لعام 1980 من قبل مجلة NME.
www.coco.fashion

## الموسيقى والكلمات
وفقًا للمنتج المشارك توني فيسكونتي، كانت "Fashion" هي الأغنية الأخيرة التي تم إكمالها في جلسات Scary Monsters، وخطها الجهير وبعض اللحن امستوحى من أغنية شهيرة لباوي أصدرها عام 1975 وهي «جولدين ييرس». ساهم عازف الجيتار الضيف روبرت فريب في سلسلة من الحزم الميكانيكية القاسية لاستكمال ترتيب موسيقى الفانك / الريغي للفرقة.
تمت الإشارة إلى المسار بسبب تأثير جوقة عاطفية شاغرة، وتكرار المحاكاة الصوتية «بيب بيب» التي استخدمها بوي لأول مرة في أغنية لم يتم إصدارها عام 1970 بعنوان "Rupert the Riley". هناك عبارة أخرى في كلمات استعارها بوي من ماضيه كانت «أناس من منازل سيئة»، من المسار الرئيسي لألبوم من عام 1973 سجّله مع رفاقه The Astronettes، والذي لم يتم إصداره حتى عام 1995.
أثارت الإشارات إلى «فرقة غوون» القادمة إلى المدينة نظريات مفادها أن الأغنية تتعلق فعليًا بالفاشية («الجبهة الوطنية تغزو المراقص»، كما استنتج الناقدين روي كار وتشارلز شار موراي من NME). ومع ذلك، قلل بوي من هذا التفسير في مقابلة قبل وقت قصير من إطلاق Scary Monsters، قائلًا إن ما كان يحاول القيام به هو «الانتقال قليلًا من مفهوم راي ديفيز للأزياء، لاقتراح المزيد من تصميم الأسنان وعدم اليقين عن سبب قيام المرء بذلك». يعتقد كاتب السيرة الذاتية ديفيد باكلي أن الأغنية «سخرت من تفاهات حلبة الرقص وأسلوب الفاشيين» للحركة الرومانسية الجديدة.

## تصوير الأغنية
صور ديفيد ماليت مقطع فيديو موسيقي لأغنية "Fashion" في ملهى ليلي شهير يدعى هواري يملكه صديقه روبرت بويكين. تظهر اللقطة الافتتاحية للمقطع ديفيد بوي على خشبة مسرح هوراي حيث كان ملفوفًا في قماش الكاكي لهذه اللقطة. يمكن رؤية جدران المرآة ذات الأوجه المحيطة بأرضية الرقص في خلفية اللقطات المختلفة، وقد تم تصوير جميع مشاهد الفرقة في مكان النادي هذا. تتقاطع المواقع الأخرى حول مانهاتن في جميع أنحاء المقطع. استخدم بوي في وسط سلسلة من الالتواءات الوجهية والإيماءات الأخرى حركة سبق أن استخدمها في فيديو "Ashes to Ashes": الجثم ببطء وجلب ذراعه إلى الأرض في قوس رأسي بطيء. لقد صوّت قراء مجلة ميرور ريكورد لأغنيتا "Fashion" و"Ashes to Ashes" كأفضل فيديوهات موسيقية لعام 1980.
يضم الفيديو كارلوس ألومار، وجي سميث (هول وأوتس)، وخاندي اليكساندر، وأوببا بابا توندي، وعازف الجيتار ستيف لوف الذي عزف على الطبول في الفيديو، وجون كاي، وماي بانج (التي تزوجت لاحقًا من منتج الأغنية توني فيسكونتي) وألان هنتر، الذي أصبح من أوائل VJs على إم تي في وأول VJ يظهر في فيديو موسيقي.

## الإصدار والعواقب
كانت "Fashion" هي الأغنية الثانية من Scary Monsters والأولى التي صدرت بعد إصدار الألبوم في سبتمبر 1980. ظهرت النسخة المعدلة 7 في مخططات المملكة المتحدة في المرتبة 20، وبلغت ذروتها في المرتبة 5، وكذلك المرتبة 70 في أمريكا، أعطى بوي أول مخطط بياني له هناك منذ ما يقرب من أربع سنوات. تم تكييف تصميم غلاف المملكة المتحدة في مجموعة Best of Bowie لعام 1980. تم عرضها في فيلم Clueless. كما تم استخدامها خلال حفل اختتام دورة الالعاب الاولمبية في لندن عام 2012، أثناء تكريم صناعة الأزياء البريطانية في موكب ضم عددًا من عارضات الأزياء من المملكة المتحدة.

## الأداء المباشر
قام بوي بأداء الأغنية في معظم جولاته بعد عام 1980، بما في ذلك Serious Moonlight Tour (1983) Glass Spider Tour (1987) Sound + Vision Tour (1990)، Earthling Tour (1997) Heathen Tour (2002)، وA جولة الواقع (2003-2004). تظهر الأغنية على اثنين من مقاطع الفيديو الخاصة بحفلته الموسيقية الحية: Serious Moonlight (1983) وGlass Spider (1988).

## استقبال نقدي
تم تصنيف الأغنية كواحدة من بين أفضل «مسارات العام» لعام 1980 من قبل NME.

## قائمة التشغيل
جميع المسارات كتبها ديفيد بوي.
1. "Fashion" - 3:23
2. "Scream Like a Baby" - 3:35

## ائتمانات الإنتاج
- المنتجون :
  - توني فيسكونتي
  - ديفيد بوي
- الموسيقيون :
  - ديفيد بوي - غناء الرصاص ولوحات المفاتيح
  - روبرت فريب - غيتار
  - كارلوس ألومار - غيتار
  - جورج موراي - جيتار باس
  - دنيس ديفيس - الطبول
  - أندي كلارك - مركب

## إصدارات أخرى
- ظهرت الأغنية على المجموعات التالية:
  - Changestwobowie (1981) - تحرير واحد
  - جولدين ييرس (1983) - إصدار ألبوم
  - الشهرة والأزياء (1984) - إصدار الألبوم
  - ChangesBowie (1990) - إصدار الألبوم
  - مجموعة الفردي (1993) - نسخة الألبوم
  - Best of Bowie (2002) - تحرير واحد
  - The Best of David Bowie 1980/1987 (2007) - تحرير واحد
  - لم يتغير شيء (إصدارات 3 و CD - 2) (2014) - تم تحريره بشكل غير صحيح «إصدار واحد»
  - Bowie Legacy (إصدار 2 CD) (2016) - تحرير واحد
- تم تضمين التعديل الفردي للأغنية أيضًا في Re: Call 3، وهو جزء من مجموعة A New Career in a New Town (1977–1982) (2017).[10]

## الرسوم البيانية
Illegal chart entered West Germany|34
| الجدول (1980–1981)                     | الذورة الترتيب |
| -------------------------------------- | -------------- |
| أستراليا (Kent Music Report)           | 27             |
| ترتيب أغاني أيرلندا                    | 11             |
| New Zealand (RIANZ)                    | 22             |
| Norway (في جي ليستا)                   | 9              |
| جدول جنوب أفريقيا                      | 8              |
| Sweden (سويرجتوبليستان)                | 7              |
| المملكة المتحدة (شركة الجداول الرسمية) | 5              |
| الولايات المتحدة بيلبورد هوت 100       | 70             |

## إصدارات الغلاف
- فرانك بلاك - تسجيل مباشر مع بوي في يناير 1997 في حفلة عيد ميلاد بووي الخمسين
- داندي وارهولز - عيّنت الأغنية في «عالم» في الألبوم مرحبًا بكم في Monkey House
- Die Lady Di - Ashes to Ashes: A Tribute to David Bowie (1998)
- Glamma Kid - إصدار فردي باسم "Fashion '98" (1998)
- High Blue Star - .2 التلوث: تحية لديفيد بوي (2006)
- Botox - BowieMania: Mania ، une collection obsessionelle de Beatrice Ardisson (2007)
- ديف لي - التحرك مع الهزازات (2008)
- المغيرين الأفغان - تم تشغيلنا: تكريم لديفيد بوي (2010)
- Grum - تم تغطيته في أول ألبوم Heartbeats (2010)
- Glee - كفيديو موسيقي ترويجي لـ Vogue "Fashion's Night Out"
- براتز: إلى الأبد دياموندز موسيقى تصويرية - تغيير الاسم إلى "Ooooh Fashion" وإجراء العديد من التعديلات الأخرى في كلمات الأغاني لاستيعاب الامتياز

## روابط خارجية
- كلمات الأغنية الكاملة على مترولايركس
- الأغنية المصورة الرسمية على يوتيوب